# Alexej Losev
Alexej Fjodorovič Losev (rusky Алексе́й Фёдорович Ло́сев; 10. záříjul./ 22. září 1893greg. v Novočerkassku – 24. května 1988 v Moskvě) byl sovětský filosof, historik filosofie, vysokoškolský pedagog, doktor filologických věd (1943), profesor Moskevského pedagogického ústavu.

## Životopis
Losev ukončil se zlatou medailí klasické gymnázium v Novočerkassku, hlavním městě Oblasti Donského vojska roku 1911 a dostal se na Moskevskou univerzitu.  V roce 1915 ukončil univerzitní studium dvou oborů – filozofie a klasické filologie a zůstal na univerzitě kvůli dosažení dalších akademických hodností. V roce 1919 byl již profesorem na univerzitě v Nižním Novgorodu.
Byl velmi erudovaný v oblasti dějin starověké filozofie. Losevova kniha Filozofie jména byla filozofií jazyka a námětem na vytvoření celého filosofického systému.
Poté, co roku 1930 uveřejnil svou knihu Dialektika mýtu (rusky Диалектика мифа), byl sovětskou vládou odsouzen k nuceným pracím v pracovním táboře na bělomořském kanálu, kde takřka ztratil zrak. V roce 1943 byl propuštěn z Filosofické fakulty Lomonosovovy univerzity, neboť zastával názory odlišné od názorů „oficiálních“.

### Osobní život
Alexej Losev byl dvakrát ženatý. V roce 1922 si vzal Valentinu Sokolovovu. 3 června 1929 byl postřižen na mnicha spolu s manželkou Valentinou. Po její smrti na rakovinu v roce 1954 se oženil s Azou Tacho-Godiovou.

## Dílo
Alexej Losev byl jedním z významných sovětských filozofů zabývajících se Vladimírem Solovjovem a napsal podrobnou studii Vladimir Solovjov a jeho doba. Tato kniha je detailním zpracováním nejrůznějších aspektů tvorby Solovjova, ve kterém převládá velmi podrobně a systematické zpracování jednotlivých témat. Tato rozsáhlá monografie byla vydána až posmrtně roku 1990 v nakladatelství Progress.
České překlady
- Alexej F. Losev: Hudba jako předmět logiky, Refugium, 2006. Z ruštiny přeložil Alan Černohous
- LOSEV, Alexej F. Vladimir Solovjov a jeho doba (původním názvem: Владимир Соловьёв и его время). Překlad : Tereza Javornická. 1. vyd. Červený Kostelec: Pavel Mervart, 2018. 616 s. (Agora; sv. 3). ISBN 978-80-7465-330-8.